# Olsenbanden jr. på rocker’n
Olsenbanden junior på rocker’n, deutscher Titel auf einem Filmfestival: Die Olsenbande Junior rockt, ist ein norwegischer Kinder- und Familienfilm von 2004 aus der Filmreihe der Olsenbande Junior (Norwegen). Der Film wurde von Nordisk Film und TV 2 produziert und hatte am 6. Februar 2004 in Norwegen seine Kinopremiere.

## Handlung
Egon Olsen hilft seinem Klassenkameraden Kjell bei einem Mathematiktest zu betrügen, in dem er für ihn Spickzettel schreibt. Ausgerechnet Kjells Freundin Valborg meldet dies dem Lehrer. Sie verpfeift die beiden aber eher unabsichtlich. Egon Olsen nimmt alle Schuld auf sich und muss wieder in den Arrest. Nach seiner Entlassung verkündet er seinen neuesten Plan: Gemeinsam mit Benny, Kjell und Dynamit-Harry will er eine Rockband gründen. Diese soll einen Talentwettbewerb gewinnen, um als Sieger bei der Premiere des norwegischen Fernsehens (NRK) zu spielen. Der norwegische Fernsehsender NRK vergibt nämlich 1960 zur Eröffnung seines regulären Sendebetriebs für diesen Talentwettbewerb eine Siegesprämie in der Höhe von 50.000 Kronen. Neben der Olsenbande nehmen auch die Biffen-Bande (mit Biffen, Knut und Johnny) sowie Herman, der Sohn Hermansens, an diesem Wettbewerb teil. Zu ihrem Schrecken stellt die Olsenbande bei ihren Beobachtungen der Proben der Biffen-Band(e) fest, dass diese sehr professionell spielt und sehr gut vorbereitet ist. Biffen hat seinen Song Kjells Freundin Valborg gewidmet. Hermann will das Musikstück Für Elise von Ludwig van Beethoven am Flügel vortragen und widmet es ebenfalls Valborg. Auch er hat gute Chancen damit den Wettbewerb zu gewinnen bzw. Valborg zu beeindrucken. Sie sind also für Kjell und die Olsenbande ernsthafte Konkurrenten. Kjell betätigt sich daraufhin als Songschreiber. Er schreibt einen Song mit dem Titel Valborg oh oh yeah yeah ... Die Olsenbande bekommt Unterstützung von Kjells Cousin Tommy, der professionelle Band-Erfahrung hat. Gemeinsam wird geprobt. Mit Tommys Hilfe gründet die Olsenbande mit „Dynamit-Harry“ am Schlagzeug die Rock-’n’-Roll-Band „The Dynamites“. Eines Tages taucht im Stamm-Eiscafé der Olsenbande ein Amerikaner, der sich Pop-Johansen nennt, mit seiner Partnerin Dolly Svendsen auf, um sich Tommys Band „The Lions“ anzuhören. Er verspricht großspurig junge Talente wie z. B. die Olsenbande-Band „The Dynamites“ speziell zu fördern und zu Ruhm und Erfolg zu führen. Aber er kann dies nur gegen einen Betrag von 50.000 Kronen tun, um z. B. Lieder in Amerika aufzunehmen bzw. dort zu vermarkten und um andere Unkosten zu decken. In der Hoffnung so erfolgreich zu werden und das ausgeschriebene Geld bei dem Talentwettbewerb zu gewinnen, sagt die Olsenbande Pop-Johansen zu. Am Tag des Talentwettbewerbes hat die Biffen-Bande Hermanns Flügel sabotiert und eine Dynamitsprengladung im Schlagzeug der Olsenbande versteckt, die aber zum Glück vorerst nicht explodiert. Als Erster hat Herman seinen großen Auftritt; wegen seines beschädigten Flügels gibt er aber entnervt auf. Dann tritt die Biffen-Band „Biff“ mit einem englischsprachigen Titel auf, wofür sie vom Direktor des NRK kritisiert wird, weil hier eigentlich nur norwegische Lieder erwünscht sind. Doch die Biffenbande beeindruckt das Publikum und Valborg, der dieser Song gewidmet ist, mit scheinbar professionellem Spiel schwer. Die jetzt folgende Olsenbande steht schon in der Backstage. Egon bemerkt, dass die Biffen-Band bei dem Wettbewerb betrügt. Die Biffen-Band hat einen Schallplattenspieler laufen und imitiert bei ihrem Auftritt nur den Gesang. Egon zieht den Stecker des Schallplattenspielers und die Biffenbande verstummt. Infolgedessen wird sie ausgebuht und disqualifiziert. Nun ist die Olsenbande mit ihrem Valborg gewidmeten Smash-Hit Valborg, yeah, yeah, yeah dran. Über das englische Yeah, Yeah im Titel echauffiert sich zunächst der Rundfunk-Direktor ebenfalls. Er wird aber vom anwesenden Schulrektor der Olsenbande beschwichtigt, denn das Yeah, Yeah ist hier möglicherweise nur norwegischer Dialekt. Der Auftritt wird zum ganz großen Erfolg der Olsenbande. Sie gewinnt unter großer Begeisterung den Wettbewerb und das Preisgeld. Pop-Johansen holt sich nun das vertraglich zugesicherte Geld in Höhe 50.000 Kronen ab, um anschließend so „The Dynamites“ ganz groß herauszubringen. Auch Valborg und Ingrid sind von dem Erfolg der Olsen-Band(e) schwer beeindruckt. Auch sie können vorgeblich nach Pop-Johansens Aussage ganz groß herauskommen. Es stellt sich aber ein wenig später heraus, dass Pop-Johansen und Dolly sich abgesetzt haben und in Wirklichkeit nur einfache Betrüger sind, die nur das Geld kassieren wollten. Die Olsenbande wird mittlerweile verdächtigt, Hermans Flügel manipuliert zu haben. Kriminalkommissar Hermansen und dessen Assistent Holm sind deshalb auf der Suche nach ihr. Egon spürt inzwischen Pop-Johansens Versteck auf und will aus dessen Franz-Jäger-Tresor das Geld zurückholen. Er wird dabei von Pop-Johansen erwischt. Da die Betrügereien von Pop-Johansen und Dolly mittlerweile aufgeflogen sind, wollen sie sich schnell mit einem kleinen Flugzeug ins Ausland absetzen. Dabei entführen sie Egon. Kjell und Benny gelingt es im letzten Moment Egon zu befreien und mit dem Flugzeug von Pop-Johansen zu entkommen. Die Polizei, die eigentlich der Olsenbande auf der Spur war, trifft am Flughafen nur noch Pop-Johansen und Dolly an. Sie verhaftet diese, nachdem sie nun langsam endlich deren Spiel durchschaut. Die Biffen-Bande, die ebenfalls der Olsenbande auf den Hals gehetzt wurde, kann von Egon, Benny und Kjell nach ihrer glücklichen Landung am Flughafen gestellt werden. Auch sie gesteht nun ihre Missetaten wie z. B. die Sabotage an Hermans Flügel. Die Olsenbande ist wieder voll rehabilitiert. Zum Schluss bekommt die Olsenbande-Band „The Dynamites“ nun doch noch ihren ganz großen Auftritt beim Sendebeginn des Norwegischen Fernsehens. Auch Valborg und Ingrid treten nun gemeinsam mit den „The Dynamites“ auf. Zuallerletzt explodiert am Ende ihres Auftrittes der Sprengsatz in Dynamit-Harrys Schlagzeug. Zum Glück passiert nichts weiter dabei und alle denken, dass es nur eine Showeinlage der Olsenbande gewesen sei. Die Olsenbande hat ihren gewünschten großen Erfolg.

## Kritiken
„Nach seinem Debüt mit ‚The Junior Olsen Gang Goes Submarine‘ (‚Olsenbanden jr. går under vann‘ bzw. ‚Die Olsenbande Junior taucht unter‘) erzählt der norwegische Regisseur Arne Lindtner Næss in seinem jüngsten Film von einem neuen Abenteuer der umtriebigen Jungs aus Oslo. Als dort 1960 der Fernsehsender NRK aus der Taufe gehoben wird und einen Talentwettbewerb ausschreibt, bei dem die Siegprämie 50.000 Kronen beträgt, sind Egon, Kjell und Benny prompt zur Stelle. Am Schlagzeug unterstützt von ihrem Kumpel ‚Dynamit-Harry‘ gründen sie spontan eine Rock’n’Roll-Band doch bevor ‚The Dynamites‘ auf der Bühne Triumphe feiern können, sind noch jede Menge Hindernisse zu überwinden. Nicht nur taucht mit den ‚Biffs‘ eine unerwartet starke Konkurrenzband auf, auch die von Kjell angehimmelte Mitschülerin Valborg, der er den Smash-Hit ‚Valborg, yeah, yeah, yeah!‘ gewidmet hat, reagiert auf den Song nicht wie erhofft. – 90 Minuten lang zieht das Quartett auf der Leinwand eine Riesenshow ab. In Norwegen brach das turbulente Feelgood-Movie, in dem das alte Motto ‚The Kids Are Alright‘ noch einmal Gültigkeit hat, darum schon Besucherrekorde.“

## Olsenbanden jr. på rocker’n – Musik
Für den Film Die Olsenbande Junior rockt und das zugehörige Musikalbum wurde der Soundtrack der Olsenbande-Titelmelodien von Bent Fabricius-Bjerre erstmals auch in einer Rockmusik-Interpretation veröffentlicht.
Das Musikalbum zum Film war unter dem gleichnamigen Titel Olsenbanden Jr. – Olsenbanden Jr. på rocker’n drei Wochen lang (10/2004 – 12/2004) auf der Liste der Nummer-eins-Hits in Norwegen (2004). Der Soundtrack wurde auch als Musik-CD bei EMI (Katalognummer: 7243 5 98223 2, 2004), als MP3-Dateien und iTunes vermarktet.

### Titel auf der Olsenbanden Junior på rocker’n – Musik-CD (2004)
1. [A] Brand New Day – 04:20
2. Come Back to Me – 03:23
3. Derfor sier jeg nei – 03:10
4. Det verste jeg veit – 03:49
5. Dua dua – 02:12
6. Dynamitt – 03:33
7. I mine drømmers land – 04:03
8. Olsenbanden jr på Rocker’n – 01:50
9. Saken er biff – 04:14
10. Sykkeltur – 03:17
11. Tutta – 02:52
12. Valborg on my Mind – 02:29[8][9]

## Theater
Der Film Olsenbanden Junior på rocker’n („Die Olsenbande Junior rockt“) wurde 2004 zuerst im Oslo Nye Teater (Neues Osloer Theater) aufgeführt, bevor er anschließend verfilmt wurde.